# Illa Marchena
L'illa Marchena és una illa pertanyent a l'Equador, ubicada al centre de les illes Galápagos, a l'oceà Pacífic. Nomenada així en honor del monjo espanyol Fra Antonio de Marchena, té una superfície de 130 km², és la setena illa més gran de l'arxipèlag i té una altitud màxima de 343,5 metres.
No hi ha llocs per a visitants en aquesta illa, encara que és possible bussejar al voltant de l'Illa Marchena en excursions organitzades i degudament autoritzades. La majoria dels visitants només la veuen si viatgen en vaixell al nord de l'illa Isabela en el camí cap a l'illa Genovesa, el seu veí més proper a unes 45 milles a l'oest.
Igual que moltes de les Galápagos, que són illes de volcans, Marchena té una caldera. La caldera de Marchena és d'aproximadament 7 km de llarg per 6 d'ample, i té forma el·líptica, i en la gamma de mides de les calderes és classificada com gran. La caldera de Marchena és atípica, en el sentit que ha estat gairebé completament plena de laves joves, algunes de les quals s'han estès cap avall i cap als costats. Les laves més antigues són de fa 500 000 anys.
Una altra raó per la qual l'illa Marchena és tan coneguda és que, si bé està deshabitada, va ser implicada en l'anomenat Misteri Floreana. Els cadàvers de Rudolf Lorenz i el capità d'un vaixell van quedar amarats de lava misteriosament a la costa de l'illa i es van momificar naturalment, i com no hi ha depredadors naturals, van ser trobats així.